# 鷹唇突吻鱈
鷹唇突吻鱈，為輻鰭魚綱鱈形目鼠尾鱈科的其中一種，分布於東南太平洋加拉巴哥群島海域，體長可達43.7公分，屬深海底棲性魚類，深度630-900公尺，棲息在底層水域，生活習性不明。

## 扩展阅读
維基物種上的相關：鷹唇突吻鱈